# Hoy ya me voy
Hoy ya me voy è una canzone della cantante portoricana Kany García. È il primo singolo estratto dall'album di debutto Cualquier día.

## Video
Quello di Hoy ya me voy è il primo video musicale di Kany Garcia. Il video mostra la cantante in un set cinematografico e inizia con lei su un divano che si alza e viene verso la telecamera, quindi inizia a spogliarsi restando con un top e una minigonna. Il video è stato girato in presa diretta a Churubusco, in Messico, in un set da cinema leggendario, e diretto da Alexis Gudino. Secondo quanto afferma la cantante, il video doveva essere semplice, ma allo stesso tempo ammirato dai fan.

## Altre versioni
Kany Garcia ha realizzato un'altra versione della canzone in collaborazione con Franco De Vita, inserita nell'album Kany Garcia.